# Massey Lopes
Pour l’article homonyme, voir  Massey Lopes (3e baronnet).
Massey Henry Edgcumbe Lopes (4 octobre 1903 - 30 juin 1992), 2e baron Roborough (en), est un homme politique britannique.

## Biographie
Fils de Henry Lopes (1er baron Roborough) et petit-fils de William Edgcumbe (4e comte de Mount Edgcumbe), il suit ses études à Eton et à Christ Church (Oxford), avant de rejoindre les Royal Scots Greys en 1925.
Lopes devient aide de camp de George Villiers (6e comte de Clarendon), le gouverneur-général d'Afrique du Sud, en 1936.
En 1938, il succède à son père dans le titre de baron Roborough (en) et à la Chambre des lords.
Lopes devient Vice-Lieutenant du Devon en 1951, puis Lord Lieutenant of Devon en 1958. Il devient également Justice of the Peace et gouverneur de l'Université d'Exeter
Son fils George Edward Lopes épousa Sarah Violet Astor (fille de Gavin Astor et de Irene Haig (en)), d'où Harry Marcus George Lopes, marié à Laura Parker Bowles (fille de Andrew Parker Bowles et de Camilla Shand, actuelle reine consort).

## Sources
- (en) Cet article est partiellement ou en totalité issu de l’article de Wikipédia en anglais intitulé « Massey Lopes, 2nd Baron Roborough » (voir la liste des auteurs).
- Ressources relatives à la vie publique :   - Hansard 1803–2005
  - Parlement du Royaume-Uni
- Ressource relative aux beaux-arts :   - National Portrait Gallery